# Bertold von Büren
Bertold von Büren (* im 14. Jahrhundert; † 1390) war Domherr zu Münster.

## Leben

### Herkunft und Familie
Bertold von Büren entstammte dem Geschlecht der Edelherren von Büren, das zeitweise eines der mächtigsten im Bistum Paderborn war.
Er war der Sohn des Bertold VIII. von Büren († 1338, westfälischer Marschall) und dessen Gemahlin Gerburgis von Davensberg. Seine Brüder Hermann und Heinrich waren münsterische Domherren.

### Wirken
Bertold findet als Domherr zu Münster am 22. November 1332 als zweiter von fünf Domherren urkundliche Erwähnung. Mit hoher Wahrscheinlichkeit ist er mit Bertold X. von Büren identisch, der mit Maria von Brederode verheiratet war. Aus dieser Ehe ist der spätere Domherr Heinrich von Büren hervorgegangen.
Die Quellenlage gibt über seinen Lebensweg keinen Aufschluss.